# Nicolás Romero (futbolista)
Nicolás Romero (San Justo, Provincia de Santa Fe, Argentina; 23 de diciembre de 1995) es un futbolista argentino. Juega como mediocampista por derecha y su primer equipo fue Unión de Santa Fe. Actualmente milita en Tarancón de la Tercera Federación de España.

## Trayectoria
Nacido en San Justo, Nicolás Romero se inició futbolísticamente en Colón de esa ciudad hasta que en 2012 fue llevado a Unión de Santa Fe por Nicolás Frutos y Diego Mosset, los coordinadores de inferiores del club. Allí comenzó jugando en 6ª división y rápidamente en 2013 pasó a formar parte del plantel de Reserva, compartiendo equipo con Mauricio Martínez, los hermanos Bruno y Mauro Pittón, Tomás Baroni, Agustín Sandona, Jonathan Fleita, Tomás Bolzicco, Franco Faría, entre otros. Uno de los mejores recuerdos de aquella campaña es el gol que convierte a Oscar Ustari (arquero de Boca Juniors) en el predio de Casa Amarilla, logrando un valioso empate sobre el final del juego.
A principios de 2016 firma su primer contrato y el entrenador Leonardo Madelón lo lleva a la pretemporada con el plantel profesional. Sin embargo, nunca tuvo chances en el primer equipo (lo más cercano fue quedar afuera del banco de suplentes en el debut de Juan Pablo Pumpido como técnico) y en 2017 sufrió una seria lesión ligamentaria durante un partido de Reserva que lo mantuvo alejado de las canchas por un largo tiempo. Una vez recuperado, a finales de 2018 el club decidió dejarlo en libertad de acción.
Ya con el pase en su poder, regresó a Colón de San Justo a principios de 2019 para disputar el Regional Amateur, donde logró sortear la ronda clasificatoria pero quedó eliminado en la primera fase al caer por penales ante ADIUR. Se mantuvo en el equipo jugando el torneo de la Liga Santafesina hasta que le surge la chance de probar suerte en el fútbol español: en los primeros días de 2020 se incorporó a Racing de Paterna, allí alcanzó a disputar algunos partidos hasta que el campeonato se dio por finalizado debido a la pandemia del coronavirus.
En agosto de 2020 ficha para Atlético Bembibre, que buscaba la permanencia en la Tercera División, objetivo que sería cumplido e incluso superado ampliamente teniendo en cuenta que el equipo logró clasificar a los play-offs por el ascenso.
Esa última performance, dio lugar a nuevas oportunidades y finalmente ficha por la Arandina Club de Fútbol para afrontar la temporada 21/22. Su participación cada vez más protagónica propicia su renovación para la temporada 22/23 donde tras mantenerse invictos durante todo el torneo logran el Campeonato y el tan ansiado ascenso a Segunda Federación.

## Estadísticas
- Actualizado al 11 de mayo de 2025

| Club                       | Div.                | Temporada           | Liga | Liga | Copa Nacional | Copa Nacional | Copa Internacional | Copa Internacional | Total | Total |
| Club                       | Div.                | Temporada           | PJ   | G    | PJ            | G             | PJ                 | G                  | PJ    | G     |
| -------------------------- | ------------------- | ------------------- | ---- | ---- | ------------- | ------------- | ------------------ | ------------------ | ----- | ----- |
| Colón (SJ) Argentina       |                     |                     |      |      |               |               |                    |                    |       |       |
| 4.ª                        | 2019                | 8                   | 0    | -    | -             | -             | -                  | 8                  | 0     |       |
| Total                      | Total               | 8                   | 0    | -    | -             | -             | -                  | 8                  | 0     |       |
| Racing (P) · España        |                     |                     |      |      |               |               |                    |                    |       |       |
| 6.ª                        | 2019/20             | 5                   | 3    | -    | -             | -             | -                  | 5                  | 3     |       |
| Total                      | Total               | 5                   | 3    | -    | -             | -             | -                  | 5                  | 3     |       |
| Atlético Bembibre · España |                     |                     |      |      |               |               |                    |                    |       |       |
| 4.ª                        | 2020/21             | 22                  | 1    | -    | -             | -             | -                  | 22                 | 1     |       |
| Total                      | Total               | 22                  | 1    | -    | -             | -             | -                  | 22                 | 1     |       |
| Arandina · España          |                     |                     |      |      |               |               |                    |                    |       |       |
| 5.ª                        | 2021/22             | 24                  | 2    | -    | -             | -             | -                  | 24                 | 2     |       |
| 5.ª                        | 2022/23             | 27                  | 1    | -    | -             | -             | -                  | 27                 | 1     |       |
| Total                      | Total               | 51                  | 3    | -    | -             | -             | -                  | 51                 | 3     |       |
| Tarancón · España          |                     |                     |      |      |               |               |                    |                    |       |       |
| 5.ª                        | 2023/24             | 15                  | 1    | -    | -             | -             | -                  | 15                 | 1     |       |
| 5.ª                        | 2024/25             | 24                  | 1    | -    | -             | -             | -                  | 24                 | 1     |       |
| Total                      | Total               | 39                  | 2    | -    | -             | -             | -                  | 39                 | 2     |       |
| Total en su carrera        | Total en su carrera | Total en su carrera | 125  | 9    | -             | -             | -                  | -                  | 125   | 9     |

## Palmarés
| Título                          | Club     | País   | Año  |
| ------------------------------- | -------- | ------ | ---- |
| Tercera Federación (Grupo VIII) | Arandina | España | 2023 |